# 丁宗福
丁宗福（：／ Jyeong Zong-bok，1954年11月20日—）是大韓民國的政治人物，現任釜山廣域市机张郡郡守。

## 經歷
2002年，在第3次全國兼地方選舉中，以獨立議員身份參選釜山廣域市機張郡議會，擊敗身為機張郡議會獨立議員的文文浩當選。2006年第4次全國同時地方選舉，以大國家黨候選人身份競選釜山廣域市機張郡議會議員並當選。2010年第5次全國同時地方選舉，以大國家黨候選人身份競選釜山廣域市機張郡議會議員並當選。在任期間，任第5屆、第6屆釜山廣域市機張郡議會前半期議長。
2022年第8次全國同步地方選舉中，作為國民力量候選人參選釜山機張郡選舉，繼前機張郡郡守吳奎錫之後當選。